# Seend Cleeve
Seend Cleeve – osada w Anglii, w hrabstwie Wiltshire. Leży 38 km na północny zachód od miasta Salisbury i 139 km na zachód od Londynu.